# А що як... Спостерігач порушив би свою присягу?
«А що як... Спостеріга́ч пору́шив би свою́ прися́гу?» (англ. What If… the Watcher Broke His Oath?) — дев'ятий і фінальний епізод першого сезону американського анімаційного телесеріалу «А що як...?», заснованого на однойменній серії коміксів Marvel. Він продовжує попередній епізод: Спостерігач і Верховний Стрендж вербують різних героїв з паралельних усесвітів для боротьби з однією з версій Альтрона. А. С. Бредлі — сценарист епізоду, а режисер — Браян Ендрюс.
Джеффрі Райт озвучує Спостерігача. Серіал почав розроблятися в вересні 2018 року. Незабаром до його виробництва приєднався Ендрюс, і багато акторів очікували, що знову зіграють свої ролі з фільмів. Штефан Франк був керівником анімації.
«А що як... Спостерігач порушив би свою присягу?» був випущений на Disney+ 6 жовтня 2021 року.

## Сюжет
У всесвіті Капітана Картер у XXI столітті вона вступає в «Щ.И.Т.» і бореться проти Жоржа Батрока і його піратів на борту лемурійської Зірки. Раптово з'являється Спостерігач і каже їй, що вона була обрана. У всесвіті Зоряного Лицаря Т'Чалли він рятує Пітера Квілла від його батька, Еґо. Спостерігач вербує і його. Потім він відвідує Ґамору у всесвіті, в якому вона вбила Таноса і знищила Камені Нескінченности; Еріка Кіллмонґера в усесвіті, в якому він спровокував війну між Сполученими Штатами Америки та Вакандою та вечіркового Тора в усесвіті, в якому він влаштував майже катастрофічну вечірку на Землі.
У барі, який спроєктував «Верховний» Доктор Стрендж, Спостерігач представляється і повідомляє групі, що викликав їх, щоб битися проти альтернативної версії Альтрон, який зруйнував свій власний всесвіт за допомогою Каменів Нескінченности і захопив мультивсесвіт. Групу він назвав «Вартовими мультивсесвіту». Обговоривши план атаки, команда вирішує забрати Камені у Альтрон і знищити їх за допомогою «Дробарки Нескінченности» Ґамори — пристрою, який перетворить Камені в ніщо. Потім вони переміщуються у всесвіт, де немає розумного життя, щоб підготуватися до битви.
Тор випадково привертає увагу Альтрона. Починається битва. Т'Чалла краде Камінь Душі в Альтрона. Стрендж телепортує орду зомбі, скидаючи їх зверху на Альтрона, щоб дозволити команді втекти в його рідний усесвіт, де вони стикаються з Наташею Романовою з цієї реальности.
Перемігши зомбі, Альтрон прибуває, щоб продовжити битву. Команда схоплює Альтрона, а Ґамора використовує «Дробарку Нескінченности» зі свого всесвіту в спробі знищити Камені Нескінченности Альтрона, але не виходить, оскільки пристрій і Камені з різних усесвітів. Альтрон знову вступає в бій з командою і починає перемагати. Але Наташа, за підтримки Пеґґі, що напала на робота ззаду, стріляє в нього з лука Клінта Бартона стрілою, що містить штучний інтелект Арніма Золи і потрапляє Альтрону в око. Зола знищує Альтрона зсередини.
Кіллмонґер надягає на себе броню Альтрон і забирає Камені Нескінченности, кажучи команді, що вони можуть використовувати цю силу, щоб «виправити їх світи», але група відмовляється. Поки Кіллмонґер готується напасти, Зола реактивує тіло Віжена і бореться з Кіллмонґером за контроль над Каменями Нескінченности. Стрендж і Спостерігач запечатують Золу і Кіллмонґера в окремий кишеньковий вимір, за яким Стрендж погоджується наглядати в своєму зруйнованому всесвіті.
Кожен Вартовий повертається в свій усесвіт у тому місці, звідки їх обрали, за винятком Наташі Романової, яку Спостерігач переміщує в всесвіт, у якому вона мертва. Там вона перемагає Локі.
У середині титрів Капітан Картер повертається у свій всесвіт, у якому Романова з цієї реальности допомагає їй перемогти Батрока. Наташа приводить Картер до знайденим збруї «Трощила Гідри», всередині яких хтось знаходиться.

## Виробництво

### Розробка
До вересня 2018 року студія Marvel розробляла анімаційний серіал-антологію за мотивами коміксів «What If», який б досліджував, як змінилися б фільми КВМ, якби певні події відбувалися інакше. Головна сценаристка А. К. Бредлі приєднався до проєкту в жовтні 2018 р. з режисером Браяном Ендрюсом на зустрічі з керівником Marvel Studios Бредом Віндербаумом щодо проєкту ще у 2018 році; про участь Бредлі та Ендрюса було оголошено у серпні 2019 року. Вони разом з Віндербаумом, Кевіном Файґі, Луїсом Д'Еспозіто і Вікторією Алонсо стали виконавчими продюсерами. Ешлі С. Бредлі написала дев'ятий епізод під назвою «А що як... Спостерігач порушив би свою присягу?», у якому зображено продовження історії з переднього епізоду «А що як... Альтрон переміг би?». «А що як... Спостерігач порушив би свою присягу?» був випущений на Disney+ 6 жовтня 2021 року.

### Музика
Саундтрек до епізоду був випущений в цифровому форматі компаніями Marvel Music і Hollywood Records 8 жовтня 2021 року і включає в себе музику композитора Лори Карпман.
| А що як... Спостерігач порушив би свою присягу? (Оригінальний саундтрек) | А що як... Спостерігач порушив би свою присягу? (Оригінальний саундтрек) | А що як... Спостерігач порушив би свою присягу? (Оригінальний саундтрек) |
| #                                                                        | Назва                                                                    | Тривалість                                                               |
| ------------------------------------------------------------------------ | ------------------------------------------------------------------------ | ------------------------------------------------------------------------ |
| 1.                                                                       | «Good Dancer»                                                            | 0:34                                                                     |
| 2.                                                                       | «Relax Son»                                                              | 0:35                                                                     |
| 3.                                                                       | «Protégé»                                                                | 1:09                                                                     |
| 4.                                                                       | «Vegas»                                                                  | 0:44                                                                     |
| 5.                                                                       | «You Again»                                                              | 0:57                                                                     |
| 6.                                                                       | «Hiding Anywhere»                                                        | 0:41                                                                     |
| 7.                                                                       | «You Picked Them»                                                        | 0:54                                                                     |
| 8.                                                                       | «This Place»                                                             | 1:07                                                                     |
| 9.                                                                       | «Pop Up Pub»                                                             | 0:42                                                                     |
| 10.                                                                      | «Life After All»                                                         | 1:03                                                                     |
| 11.                                                                      | «All Too Easy»                                                           | 2:33                                                                     |
| 12.                                                                      | «Stand Down»                                                             | 1:05                                                                     |
| 13.                                                                      | «No BFFs»                                                                | 2:10                                                                     |
| 14.                                                                      | «Wasn't So Hard»                                                         | 1:30                                                                     |
| 15.                                                                      | «Warning»                                                                | 1:29                                                                     |
| 16.                                                                      | «Bullseye»                                                               | 0:58                                                                     |
| 17.                                                                      | «Permanent Condition»                                                    | 0:49                                                                     |
| 18.                                                                      | «Infected»                                                               | 1:28                                                                     |
| 19.                                                                      | «Growing Apart»                                                          | 1:36                                                                     |
| 20.                                                                      | «Your Sacrifice»                                                         | 1:52                                                                     |
| 21.                                                                      | «Metaphor»                                                               | 1:49                                                                     |
| 22.                                                                      | «Her Spirit»                                                             | 1:51                                                                     |
| 23.                                                                      | «Guardians»                                                              | 2:33                                                                     |
| 30:09                                                                    |                                                                          |                                                                          |

## Сприйняття
Крістен Говард з Den of Geek поставила епізоду оцінку 4 з 5 зірок і написала, що анімація і дизайн в ньому «були на вищому рівні». Пуджа Дараде на сайті leisurebyte.com також похвалила анімацію в серії, написавши, що «майже кожна сцена захоплює дух». Том Йорґенсен з IGN дав епізоду оцінку 5 з 10 і написав, що «бувають моменти, коли епізод йде, але як по суті, фінал першого сезону "А що як...?" не попадає в ціль».